# Antonio de Paz y Salgado
Antonio de Paz y Salgado nacido en la última parte del siglo XVII en Ciudad, Tegucigalpa) distinguido hombre de leyes y cronista de la antigua ciudad de Santiago de los Caballeros de Guatemala. 
Autor olvidado hasta su recuperación por el historiador guatemalteco Jorge Luján Muñoz y la edición de su obra por el crítico literario Héctor Leyva. “No sabemos su fecha de nacimiento, pero debió hacerlo en la última parte del siglo XVII. En cambio sí conocemos su lugar de nacimiento, pues en el expediente de graduación en la Universidad de San Carlos de Guatemala se dice natural del Real de Minas de Tegucigalpa (hoy capital de Honduras). Obtuvo su grado de Bachiller en Leyes en agosto de 1728[…] Casi inmediatamente de su graduación fue nombrado en forma interina defensor en el Juzgado de Bienes de Difuntos el 1 de septiembre de 1728, donde se mantiene algunos años, pues obtuvo su confirmación en 1734. En 1737 nos aparece como abogado de Real Aduana… En su instrucción de litigantes (1742) se declara “ya quebrantado” “debilitado” en las fuerzas por el estudio… Muy poco tiempo después debió de fallecer, puesto que […] en un documento sin fecha, pero en papel sellado de 1747/1748 [El bachiller Juan Manuel de Zelaya]solicita se le certifique ser el único y universal heredero de Don Antonio a fin de recobrar un esclavo prófugo […] que le había pertenecido.” Lujan Muñoz página 5 
Las luces del cielo de la iglesia 

## Labor literaria
Recoge el homenaje y crónica de la creación del arzobispado de Guatemala en 1745, en el lenguaje elevado y altamente formalizado del barroco.
“Como puede apreciarse Don Antonio logra la alta elaboración verbal de su discurso desenvolviéndose no solo en un período sintáctico complejo y extenso sino densificando semánticamente su expresión por medio de comparaciones, lo que apunta a las cualidades intelectivas que para ser justos también es necesario reconocer en este tipo de escritura.
“En conjunto, estas distintas intenciones se integran para hacer de Las Luces un libro de calidades poéticas, coherente, pulido y muy funcional al sistema.” Leyva 33-34.

## Argumento

### El Mosqueador
Es una sátira dirigida contra la necedad, que anuncia el espíritu crítico de la ilustración.
Está compuesto a la manera de un manual que ofrece remedios, observaciones, advertencias y otras noticias útiles para precaverse de los necios, pero en son de risa. La analogía básica que el autor quiere proponer es la que se encuentra entre los majaderos (“tontos y moledores”) y las moscas, (en latín musca es el insecto y también la persona curiosa o impertinente)”. Leyva 65-66“
La escritura satírica de don Antonio, como la de De Matos, en efecto, muestra una realidad del todo oculta en su crónica sagrada y revela una profunda aversión hacia ella. En lugar de los resplandores y los júbilos de la iglesia, El Mosqueador saca a relucir lo mezquino, bajo y vulgar de las conductas humanas asociándolas con prolijidad de detalles al universo escatológico de las moscas y en lugar del discurso solemne de Las Luces, se encuentra uno menos elaborado, con adiciones, giros inesperados, abundantes repeticiones y largas digresiones.
Esta relativa anarquía discursiva que puede observarse en El Mosqueador favoreció la expresión tanto de los modos de ser como de los de hablar del autor y de sus contemporáneos. Interesan lo giros del lenguaje y las notas de psicología individual y colectiva, lo mismo que las relaciones de poder que se manifiestan entre la gente honestamente ocupada (de profesiones liberales como la de don Antonio) y los integrantes y necios sin ocupación (entre los cuales podría caber incluso los aristócratas peninsulares). Y en general interesa todo lo que tienen que ver tanto con la cultura letrada como con la vida cotidiana en esa ciudad de Santiago de los Caballeros que acogía a autor y lectores. 

## Estilo
La jocosidad que despertaban las ocurrencias de Don Antonio en El Mosqueador consiguió motivar sin duda el que entra varias veces en la imprenta, pero puede pensarse que más allá del ingenio del autor, hubo una complicidad pragmática con sus lectores en reír y zaherir la propia realidad tan generalmente oculta bajo los ropajes del Barroco-aunque sin olvidar tampoco que en esta operación Don Antonio se colocaba a sí mismo en otra sima de poder. Los libros de Don Antonio se afianzan en bienes simbólicos, los del saber y de la razón , ( y no los de linaje o los de origen), que con el tiempo iban a hacer las banderas de los criollos por la independencia.” Leyva 41-42

## Fallecimiento
Falleció el 20 de diciembre de 1757.